# Цільна кров

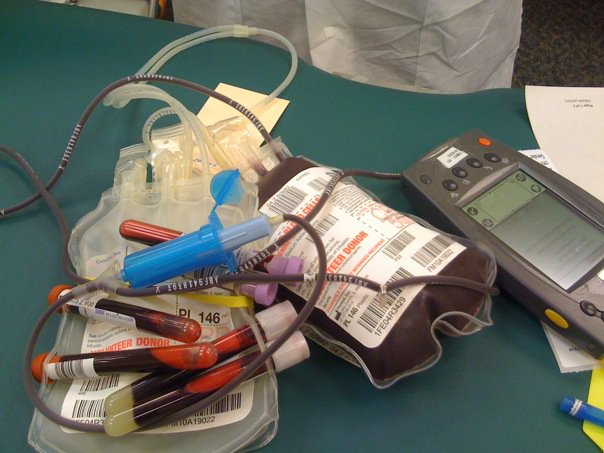
Цільна кров в контейнері після донації

Цільна кров — одна доза крові з консервуючим розчином, отримана від однієї донації крові. Цільна кров, заготовлена від донора й оброблена для трансфузії або подальшого виробництва комнонентів та препаратів крові. Цільна кров, в основному, зберігає своє значення як сировина для виготовлення компонентів, зокрема концентрату кріоконсервованих еритроцитів. Також для позначення цільної крові використовується термін «консервована донорська кров» та «попередньо заготовлена консервована донорська кров».
Заготівля консервованої донорської крові не потребує її подальшої переробки на компоненти (еритроцитарні, тромбоцитарні, плазма і кріопреципітат) і застосування додаткових методів обробки, консервована донорська кров має чітко визначений термін придатності, який залежить від типу антикоагулянту, що використовується для заготівлі, а зберігання не потребує забезпечення різних температурних режимів та оснащення відповідним технологічним обладнанням, що є ефективним у випадку забезпечення потреб у трансфузіях на догоспітальному та ранньому госпітальному етапах, особливо в умовах бойових дій та при масових надходженнях постраждалих. Наявні на даний час клінічні дані вказують на те, що використання консервованої донорської крові для лікування геморагічного шоку призводить до результатів, які є принаймні такими ж сприятливими, як і ті, які можна очікувати від компонентної терапії, яка включає еритроцити, тромбоцити та плазму.

## Характеристики
Зазвичай одна доза цільної крові в середньому містить (450 ± 50) мл крові, містить не менше 45 грам гемоглобіну, лейкоцитів менше 1х108, а гемоліз складає менше 0,8 % маси еритроцитів в кінці терміну зберігання.
Цільна кров повинна мати таку ж маркіровку, як і інші трансфузійні середники (еритроцитний концентрат, тромбоконцентрат та ін.)
Попередньо заготовлена консервована донорська кров — це консервована донорська кров, яка заготовлена з використанням антикоагулянтів CPD (ЦФД) чи CPDA-1 (ЦФДА-1) суб'єктами системи крові та перевірена на наявність маркерів трансфузійно-трансмісивних інфекцій (ВІЛ-1/2, гепатит В, гепатит С, сифіліс).
Попередньо заготовлена консервована донорська кров з низьким титром антитіл — це кров заготовлена у донорів з низьким титром анти-А та анти-В антитіл (<1:256), з метою зведення до мінімуму виникнення серйозних несприятливих реакцій, пов'язаних з трансфузією, гемолітичного типу.

## Покази для застосування
Цільна донорська кров може застосовуватись виключно в екстремальних умовах, коли відсутні необхідні компоненти. Показань до планових переливань цільної крові в наш час не існує.

## Умови зберігання
Цільна кров зберігється при температурі від 2°С до 6°С, термін залежить від антикоагулянту, що використовується в системі контейнерів для заготівлі крові та додаткового (живильного розчину). З антикоагулянтом CPDA-1 (ЦФДА-1) цільна кров може зебрігатися 35 діб при температурі від 1°С до 6°С